# Đường sắt Anh
Đường sắt Anh (tiếng Anh: British Railways (BR), thường được gọi là British Rail}, là công ty nhà nước điều hành hầu hết các tuyến đường bộ vận tải đường sắt ở Anh từ năm 1948 đến 1997. Cơ quan này được hình thành từ quốc hữu hóa của "Big Four" công ty đường sắt Anh và kéo dài cho đến khi tư nhân hóa đường sắt Anh, trong giai đoạn từ năm 1994 đến 1997. Ban đầu là một thương hiệu của Giám đốc điều hành Đường sắt của Ủy ban Giao thông Anh, Đường sắt Anh trở thành một tập đoàn theo luật định độc lập vào năm 1962 được chỉ định là Ủy ban Đường sắt Anh.
Thời kỳ quốc hữu hóa đã chứng kiến những thay đổi sâu rộng trong mạng lưới đường sắt quốc gia. Một quá trình diesel hóa và điện khí hóa một tuyến du lịch khổ hẹp. Tàu chở khách đã thay thế vận chuyển hàng hóa làm nguồn kinh doanh chính và một phần ba mạng lưới đã bị Beeching Axe đóng cửa trong thập niên 1960 trong nỗ lực giảm trợ cấp đường sắt.
Khi tư nhân hóa, trách nhiệm theo dõi, báo hiệu và các trạm đã được chuyển sang Railtrack (sau này được kiểm soát công khai dưới dạng Network Rail) và cho các chuyến tàu đến công ty điều hành tàu.
Logo "mũi tên kép" của Đường sắt Anh được tạo thành từ hai mũi tên lồng vào nhau cho thấy hướng di chuyển trên tuyến đường sắt đường đôi và được đặt biệt danh là "mũi tên do dự". 
Hiện tại, nó được sử dụng như một biểu tượng chung trên các biển báo đường phố ở Vương quốc Anh biểu thị các nhà ga đường sắt và là một phần của thương hiệu Rail Delivery Group (RDG) được quản lý chung National Rail vẫn được in trên đường sắt vé.